# Aleksandr Zaychikov
Alexandr Zaichikov est un haltérophile kazakh né le 17 août 1992 à Minsk. Il a remporté la médaille de bronze de l'épreuve des moins de 105 kg aux Jeux olympiques d'été de 2016 à Rio de Janeiro.